# Шоуолтер, Энтони Джонсон
Энтони Джонсон Шоуолтер (англ. Anthony Johnson Showalter; 1 мая 1858, Черри-Гроув, округ Пендлтон, Западная Виргиния — 14 сентября 1924, Чаттануга) — американский композитор.
Начал заниматься музыкой в школе Алдина Кифера и Эфраима Рубуша в Дейтоне. Затем учился в Нью-Йорке у Б. К. Анселда и Г. Р. Палмера, в Чикаго у Джорджа Фредерика Рута, в течение одного лета изучал музыкальную педагогику в Европе.
С 1880 г. преподавал музыку в Долтоне (штат Джорджия), в 1884 г. основал собственную издательскую фирму, выпускавшую элементарные учебные пособия по музыке (в том числе написанные самим Шоуолтером) и сборники песен и гимнов для церковного употребления. В общей сложности Шоуолтеру принадлежит около 100 пособий и сборников, широко распространённых на рубеже веков по всему Американскому Югу. Он также был старейшиной городской пресвитерианской общины.
Наиболее известное сочинение Шоуолтера — религиозный гимн Leaning on the everlasting arms (англ. При поддержке предвечных рук; 1887) на слова Элиши Хофмана. Песню записали многие известные американские исполнители, в том числе Махалия Джексон, Айрис Демент, Джордж Джонс, она также использована в саундтреках множества фильмов (особенно интенсивно — в звуковой дорожке к фильму «Железная хватка»).